# Heteroglaux blewitti
La civetta di Blewitt o civetta di foresta (Heteroglaux blewitti Hume, 1873) è un uccello rapace notturno della famiglia degli Strigidi, endemico dell'India. È l'unica specie nota del genere Heteroglaux.

## Descrizione
È uno strigide di media taglia che raggiunge lunghezze di 20–23 cm, con un peso di circa 240 g. Presenta un disco facciale biancastro con sottili striature brune.

## Biologia
Si nutre di lucertole, rane, piccoli roditori, nidiacei di altri uccelli nonché di cavallette e bruchi.

## Distribuzione e habitat
Questa specie è diffusa nell'India centrale, in particolare negli stati di Maharashtra, Madhya Pradesh e Odisha; recenti segnalazioni estendono il suo areale al Gujarat.

## Conservazione
La IUCN Red List classifica Heteroglaux blewitti come specie in pericolo di estinzione (Endangered).